# Zahara de la Sierra
Zahara de la Sierra és una localitat de la província de Cadis, Andalusia, Espanya. Es troba al centre del Parc Natural de Grazalema. Limita amb els municipis d'Algodonales al nord, amb El Gastor a l'est, amb Grazalema i El Bosque al sud, i Prado del Rey a l'oest.